# 理財博客
《理財博客》（英語：Wealth Blog），是由亞洲電視新聞部製作的財經節目。
2007年8月27日起開始於本港台播出，取代同類型節目曾sir 28騷。《理財博客之即市錦囊》及《理財博客之投資多面睇》分別於09:15-10:15及14:30-15:30播出。
本港台與亞洲台同步直播之時段稱為《理財博客之即市錦囊》以及《理財博客之投資多面睇》，分別在09:15-10:20及13:00-14:30播出。《理財博客》的主要競爭對手為無綫電視高清翡翠台的《創富坊》。
節目於2009年4月1日至2012年3月2日期間轉為高清製作，但是在2012年3月5日港股延長交易時段開始，節目恢復標清製作，因而不再顯示任何「hd」標誌。
2013年2月11日起，亞洲台在10:15-11:00、11:30-12:00及15:30-16:30播出《理財博客》，全面取代《金融快訊》。
受欠薪事件影響，2015年1月5日起，《理財博客》取消11:30及15:30兩節，而《理財博客之投資多面睇》縮短至45分鐘。
2015年6月1日起，《理財博客》取消10:20的一節，至此《理財博客》全面停播；另《理財博客之即市錦囊》和《理財博客之投資多面睇》取消於亞洲台播放，改為只於本港台播放。
2015年12月8日下午起，湯森路透社（Thomson Reuters）停止向亞視提供股票報價、衍生工具的報價及各地股市指數，亞視新聞部製作的《經濟快訊》、《夜間新聞》、《普通話新聞》、《晚間新聞》中的財經匯報環節均停止播放股票報價等資訊，只留下自行製作的恒生指數線形圖報價表；而《理財博客之即市錦囊》及《理財博客之投資多面睇》亦停止播放股票報價等資訊，下方的報價、財經新聞資訊列由新聞部的新聞資訊列取代，並把新聞轉為財經新聞，左方的匯率資訊列及上方的恒指、國企資訊列均取消。
2015年12月24日起，《理財博客》監製一職由吳泳茵接任。
2016年2月5日，《理財博客》播出最後一集，標誌著亞視所有即時財經節目已取消。

## 播出時段

### 理財博客之即市錦囊
- 香港時間逢星期一至五港股交易日09:15-10:15（本港台播放）
- 美國西岸時間逢星期日至四港股交易日21:00-22:00（海外台播放）
- 美國東岸時間逢星期一至五港股交易日01:00-02:00（海外台播放）

### 理財博客之投資多面睇
- 香港時間逢星期一至五港股交易日13:00-13:45（本港台播放）
- 美國西岸時間逢星期一至五港股交易日05:15-06:00（海外台播放）
- 美國東岸時間逢星期一至五港股交易日05:15-06:00（海外台播放）

## 主持人
- 主持
  - 章佳強（Markie）
  - 吳泳茵（Cherraine）
  - 路遙遙（Henry）
  - 曾子晴（Vivian） [1]

### 編輯
- 王婧（Louise）
- 鄧蕙琳（Nicole）

### 前任主持
- 殷莉（Josephine）
- 王嘉恩（Yan）
- 曾熙雯（Claudia），轉職至無綫新聞
- 何駿彥（Daniel），轉職至無綫新聞

## 監製
- 章佳強（－2015年11月10日）
- 吳泳茵（2015年12月24日－2016年2月5日）

## 歷史
《理財博客》系列前身為由曾志英主持的電視新聞節目《曾Sir28騷》及《曾Sir下午茶》，已於2007年8月24日播放完畢。
而在《曾Sir28騷》播畢後仍未結束的環節「曾Sir鴻福堂健康快線」於「曾Sir28騷」相同的時間（09:25）播放，但現已亦已經播放完畢，正式被《理財博客》所取代。
- 本港台與亞洲台同步直播之時段稱為《理財博客之即市錦囊》以及《理財博客之投資多面睇》，分別在09:15-10:20及13:00-14:30播出。《理財博客》的主要競爭對手為無綫電視高清翡翠台的《創富坊》。
- 2009年4月1日至2012年3月2日，《理財博客》轉為高清製作的節目。
- 2012年3月5日起，節目恢復標清製作，因而不再顯示任何「hd」標誌。
- 2013年2月11日起，亞洲台在10:15-11:00、11:30-12:00及15:30-16:30播出《理財博客》，全面取代《金融快訊》。
- 受欠薪事件影響，2015年1月5日起，《理財博客》取消11:30及15:30兩節，而《理財博客之投資多面睇》縮短至45分鐘。
- 2015年3月6日，曾熙雯（Claudia）及何駿彥（Daniel）離開亞洲電視，轉投無綫新聞。
- 2015年6月1日起，《理財博客》取消10:20的一節，至此《理財博客》全面停播；另《理財博客之即市錦囊》和《理財博客之投資多面睇》取消於亞洲台播放，改為只於本港台播放。
- 2015年7月17日，吳泳茵（Cherraine）離開亞洲電視，但她於10月27日重返亞洲電視。
- 2015年8月3日，黃嘉寶（Noris）離開亞洲電視。
- 2015年11月11日起，《理財博客》取消監製一職，但章佳強留任主持。
- 2015年12月8日下午起，湯森路透社（Thomson Reuters）停止向亞視提供股票報價、衍生工具的報價及各地股市指數，亞視新聞部製作的《經濟快訊》、《夜間新聞》、《普通話新聞》、《晚間新聞》中的財經匯報環節均停止播放股票報價等資訊，只留下自行製作的恒生指數線形圖報價表；而《理財博客之即市錦囊》及《理財博客之投資多面睇》亦停止播放股票報價等資訊，下方的報價、財經新聞資訊列由新聞部的新聞資訊列取代，並把新聞轉為財經新聞，左方的匯率資訊列及上方的恒指、國企資訊列均取消。
- 2015年12月24日起，《理財博客》監製一職由吳泳茵接任。
- 2016年2月5日，《理財博客之即市錦囊》和《理財博客之投資多面睇》播映最後一集，標誌著亞視所有即時財經節目已取消。

## 其他嘉賓
- 何文俊（Patrick）交通銀行香港分行經濟及策略師
- 劉振業（Kelvin）交通銀行香港分行經濟及策略師
- 黃耀明（Bruce）百利好金融集團研究部董事
- 黃德几（Dickie）金利豐證券研究部執行董事
- 都克威（Barry）香港實德理財執行董事
- 黃敏碩（Michael）康宏證券及資產管理董事
- 熊麗萍（Conita）友達資產管理董事
- 連敬涵（Kingston）富昌資產及財富管理執行董事
- 潘鐵珊（Patrick）海通國際證券中國業務部主管
- 溫灼培（Mark）恒生投資服務有限公司首席分析員
- 鄧聲興（Kenny）尚乘財富策劃證券業務部總經理
- 丁世民（Simon）廣發期貨副總經理
- 郭家耀（Matthew）中國銀盛財富管理首席策略師
- 黃偉康（Andrew）靈獅控股主席及行政總裁／獨立股評人／分析員
- 彭偉新（Castor）京華山一國際研究部主管
- 羅尚沛（Eugene）銀河證券業務發展董事
- 陸庭龍（Alan）恆生銀行助理總經理
- 何啟聰（Ivan）瑞信香港認股證及牛熊證銷售主管
- 黃集蔚（Matthew）蘇格蘭皇家銀行股票衍生工具及私人投資產品亞洲區主管
- 梁麗珊（Lisa）蘇格蘭皇家銀行股票衍生工具及私人投資產品部董事
- 黃瑋傑（Louis）輝立證券董事
- 郭思治（Francis）耀才證券市務總監
- 藺常念（Francis）智易東方證券行政總裁
- 葉學賢（Kelvin）Fundsupermart 分析員
- 黃展威（Eddy）Fundsupermart 香港總經理
- 沈家麟（Will）Fundsupermart 高級分析員
- 姚浩然（Patrick）時富資產管理董事總經理
- 涂國杉（Mark）永豐金融集團研究部主管
- 曾永堅（Jasper）群益證券（香港）研究部董事
- 沈慶洪（Patrick）騰祺基金管理投資管理董事
- 陳炳強（Thomas）英業環球資產管理董事總經理
- 溫天納（Ronald）招商證券投資銀行董事總經理
- 陳宋恩（Philip）農銀證券研究部主管
- 羅家聰（K.C.）交通銀行首席經濟及策略師
- 林賽盈（Mandy）僑豐期貨有限公司董事總經理
- 盧志明（Ken）大唐金融集團副總裁
- 潘志偉（Alex）亞達盟環球期貨副總裁
- 歐業亨（Victor）恩霖資產管理有限公司董事
- 溫鋼城（Harris）中投傲揚精選基金 基金經理
- 陳健豪（Aaron）ADS Securities零售市場銷售總監
- 莊志豪（Eric）致富證券資產管理部聯席董事
- 崔雯雅（Susanna）敦沛金融分析員
- 林偉亮（Steven）高信證券副總裁
- 洪耀軒（Ken）實德財富管理有限公司高級分析師
- 何保（Victor）華富財經網匯市解密主編
- 于正人（Johnny）瑞銀亞洲股票衍生產品銷售部董事總經理
- 翟偉榮（Andrew）基金經理
- 陳偉聰（Jason）耀才證券研究部經理
- 施俊威（Ray）獨立股評人
- 徐海霖（Olivia）麥格里資本證券衍生工具部認股證市場推廣主管
- 黃紹良（Frank）巴克萊資本亞太區股票及基金結構市場推廣主管
- 朱永進（Linus）交通銀行資金部高級債券交易員
- 林泓昕（Ryan）麥格里資本證券衍生工具部香港認股證銷售主管
- 葉文炘（Abbie）大和香港衍生產品工具部代表
- 李靄欣（Anita）瑞銀亞洲股票衍生產品銷售部執行董事
- 方崇宇（Colin）巴克萊資本股票及基金結構市場助理副總裁
- 翁世權（Simon）渣打銀行認股證及牛熊證銷售主管
- 李君彤（Janet）工銀亞洲基金經理
- 梁帥聰（Clement）實德財富管理聯席總監
- 譚慧敏（Grace）犘根資產管理市場策略師
- 吳進德（Kenneth）敦沛證券經理
- 李慧芬（Stella）實德財富管理總裁（外匯部）
- 杜冠雄（Andrew）英皇證券研究部執行董事
- 張智卓（Cedric）摩根大通香港認股證牛熊證銷售及市場部主管
- 阮子曦（Harry）耀才證券高級分析員
- 關萱慧（Natalie）金利豐金融集團高級研究分析員
- 雷琨傑（Kenneth）摩根大通香港認股證牛熊證銷售及市場部
- 莫子明（Charles）摩根資產管理高級投資顧問
- 麥研科（Agnes）摩根資產管理機構分銷業務高級經理
- 岑智勇（Sam）匯業證券策略師
- 鄧威信（Wilson）星展香港證券策略顧問

## 爭議
在2011年9月2日，新聞部副總裁梁家榮及譚衛兒請辭，當中本節目被刻意加入有償廣告內容為導火線之一。

## 資料來源
1. ↑  .   [2020-05-12].[]
2. ↑  《殷莉記者招待會》Part 1 （页面存档备份，存于） Part 2 （页面存档备份，存于）
3. ↑  亞視新聞部「火併」管理層 （页面存档备份，存于） 於2011年8月23日查閱
4. ↑  廣告雜誌監製掌新聞部 學者憂亞視模糊有償新聞界線[]